# 新井清
新井 清（あらい きよし、1954年7月17日 - ）は栃木放送の元アナウンサー・元報道制作部記者。埼玉県上福岡市（現在のふじみ野市）出身、國學院大學卒業。
『それゆけウィークエンド』という番組では「さすらいのガールハント」コーナーを担当、隠しマイクを持って女の子に話しかけてナンパするようなコーナーであったが、その成功率は70%ともいわれた。
レコード会社に知人が多いということで、会食、飲み会の席でレコードを出そうかという話が何度か出たという。

## 担当していた番組
- CRT歌謡ベストテン[1]
- CRTでっかく行こうパートナー[1]
- CRTモーニングタイムズ
- CRTモーニングダイヤル〜朝はココから
- あらいきよしの星空ベストテン[1]
- オープンスタジオ1062あらいきよしのアブナイ土曜日
- にこにこわいど
- 平成ラジオ通り
- おはようCRT今朝も元気で!
- 朝はきよ・さと
- CRT DAY WAVE
- M・F
- 鈴江くんと新井くん